# Zack and Miri Make a Porno
Zack and Miri Make a Porno ist eine US-amerikanische Filmkomödie aus dem Jahr 2008. Regie führte Kevin Smith, der auch das Drehbuch schrieb und den Schnitt ausführte. In Deutschland lief der Film am 13. August 2009 in den Kinos an. Bei einem geschätzten Budget von 24 Mio. US-Dollar spielte der Film weltweit etwas mehr als 42 Mio. US-Dollar an den Kinokassen ein.

## Handlung
Miri und Zack sind seit Jahren befreundet, sie bewohnen gemeinsam eine Wohnung. Sie haben hohe Schulden und zahlreiche unbezahlte Rechnungen, die in der Wohnung herumliegen. Auf einem Klassentreffen lernt Zack einen Schauspieler kennen, der mit Schwulen-Pornos sein Geld verdient. Als Zack und Miri am selben Abend nach Hause kommen, sind bei ihnen Strom und Wasser abgestellt. In einer Bar denken sie über ihre scheinbar ausweglose Situation nach. Da hat Zack die Idee, einen Pornofilm zu drehen und ihn übers Internet zu verbreiten. Miri ist von dem Vorschlag zunächst nicht überzeugt, willigt aber schließlich ein, eine Rolle in dem Film zu übernehmen.
Zack und Miri starten daraufhin ein Casting und finden noch vier weitere Schauspieler sowie einen Kameramann und einen Produzenten namens Delaney, ein guter Freund von Zack, der mit ihm im Café zusammenarbeitet.
Als ihr eigentlicher Drehort, an dem sie den Film Star Whores (dt. Fassung: „Krieg der Spermien“, Verballhornung von Star Wars) drehen wollen, plötzlich abgerissen wird, entscheidet sich die Crew dazu, den Film unter einem neuen Titel in dem Café zu drehen. Auch Zack und Miri haben vor der Kamera eine Sexszene, was zu Problemen führt: beide wollen sich ihre Gefühle zu dem jeweils anderen zunächst nicht eingestehen. Nach einem Streit zieht Zack spontan aus der gemeinsamen Wohnung aus, sie sehen sich längere Zeit nicht.
Nach drei Monaten sucht Delaney Zack an einem Schießstand auf, wo dieser sich gegen Bezahlung mit Paintball-Pistolen beschießen lässt. Delaney zeigt Zack dann die drei gedrehten Sexszenen und erwähnt auch, dass Miri die vierte Szene mit Darsteller Lester nie gedreht hat. Um diese Erkenntnis reicher fährt Zack zu Miris Wohnung, in der Lester als Untermieter eingezogen ist. Nachdem sich beide gegenseitig ihre Liebe zueinander eingestanden haben, versöhnen sie sich wieder, und Zack trägt Miri mit den Worten „Let us fuck!“, die er spaßeshalber bereits beim Dreh gesagt hatte, in ihr Zimmer.
Am Ende des Abspanns ist zu sehen, dass Zack und Miri nun die Firma „Zack and Miri Make YOUR Porno“ gegründet haben, bei der sich Menschen beim Sex professionell filmen lassen können.

## Kritiken
Todd McCarthy bezeichnete den Film in der Zeitschrift Variety vom 7. September 2008 als eine „fröhlich vulgäre Liebesgeschichte“. Die Art des Humors passe zum „Hose-runter-Stoff“ der letzten Filme von Judd Apatow („the raucous humor here also neatly dovetails with the pants-down funny stuff recently popularized by Judd Apatow“). Die Chemie zwischen den Hauptdarstellern sei exzellent.
Die Organisatoren des Toronto International Film Festivals bezeichneten die Handlung als „überraschend berührend“.

„Gut möglich, dass ‚Zack & Miri Make A Porno‘ die romantischste Komödie ist, die überhaupt je gedreht wurde.“

„Minimalistische Komödie, die mit Obszönitäten kokettiert, aber ihrem Stoff wenig Originelles abgewinnen kann. Dabei gleicht sich die an Stereotypen reiche Parodie ihrem Gegenstand mitunter bis auf den plumpen, handlungsarmen Rhythmus des Porno-Genres an.“

## Hintergründe

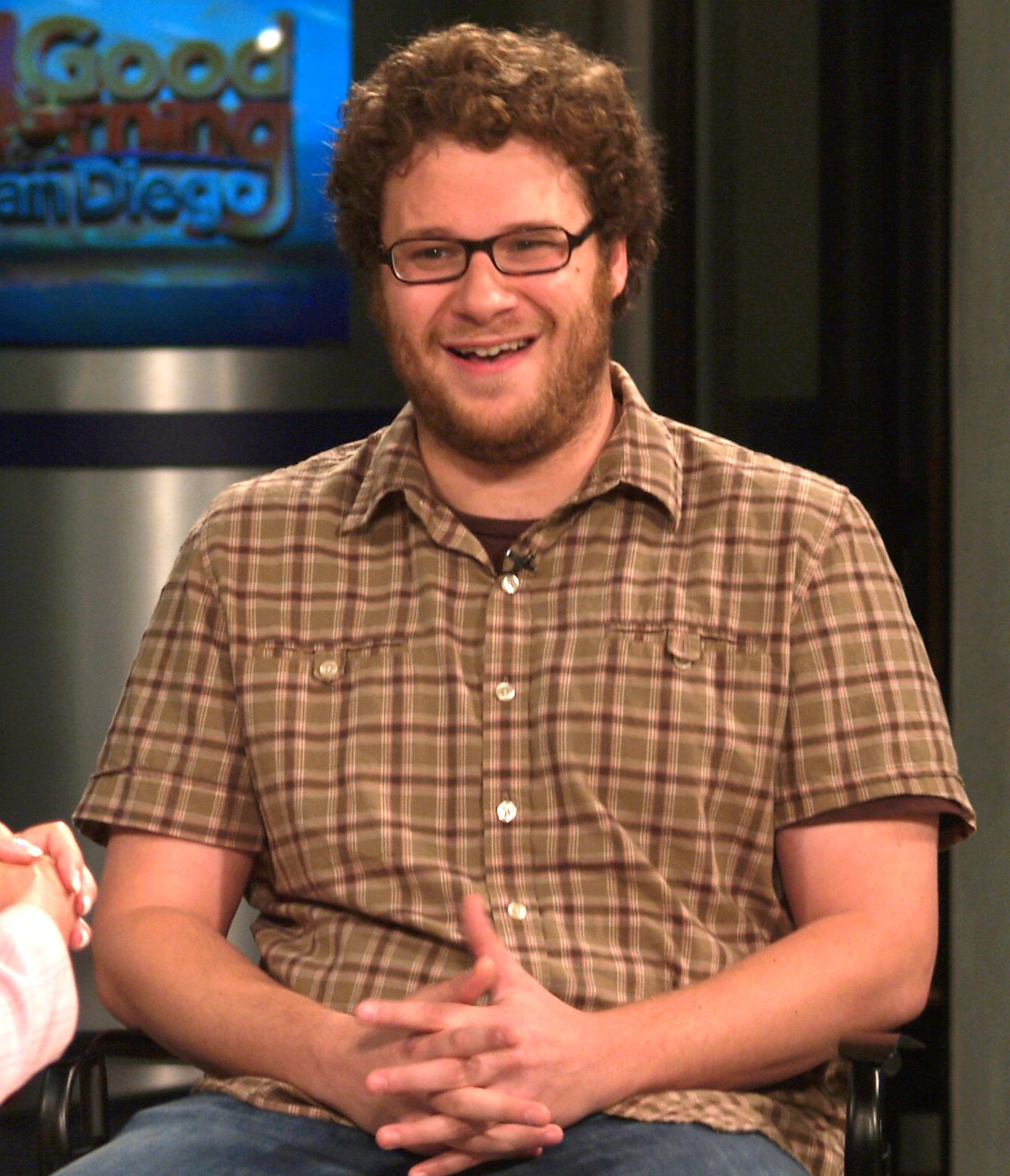
Seth Rogen
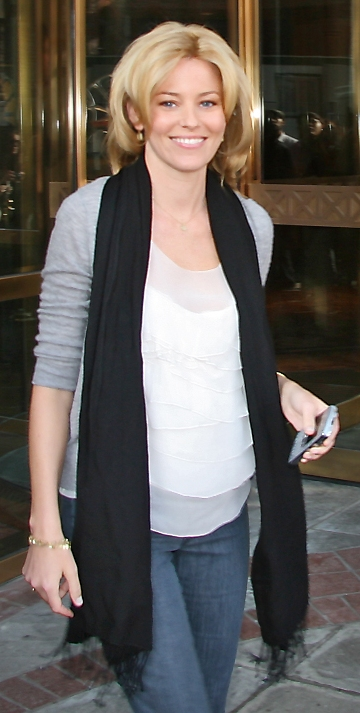
Elizabeth Banks
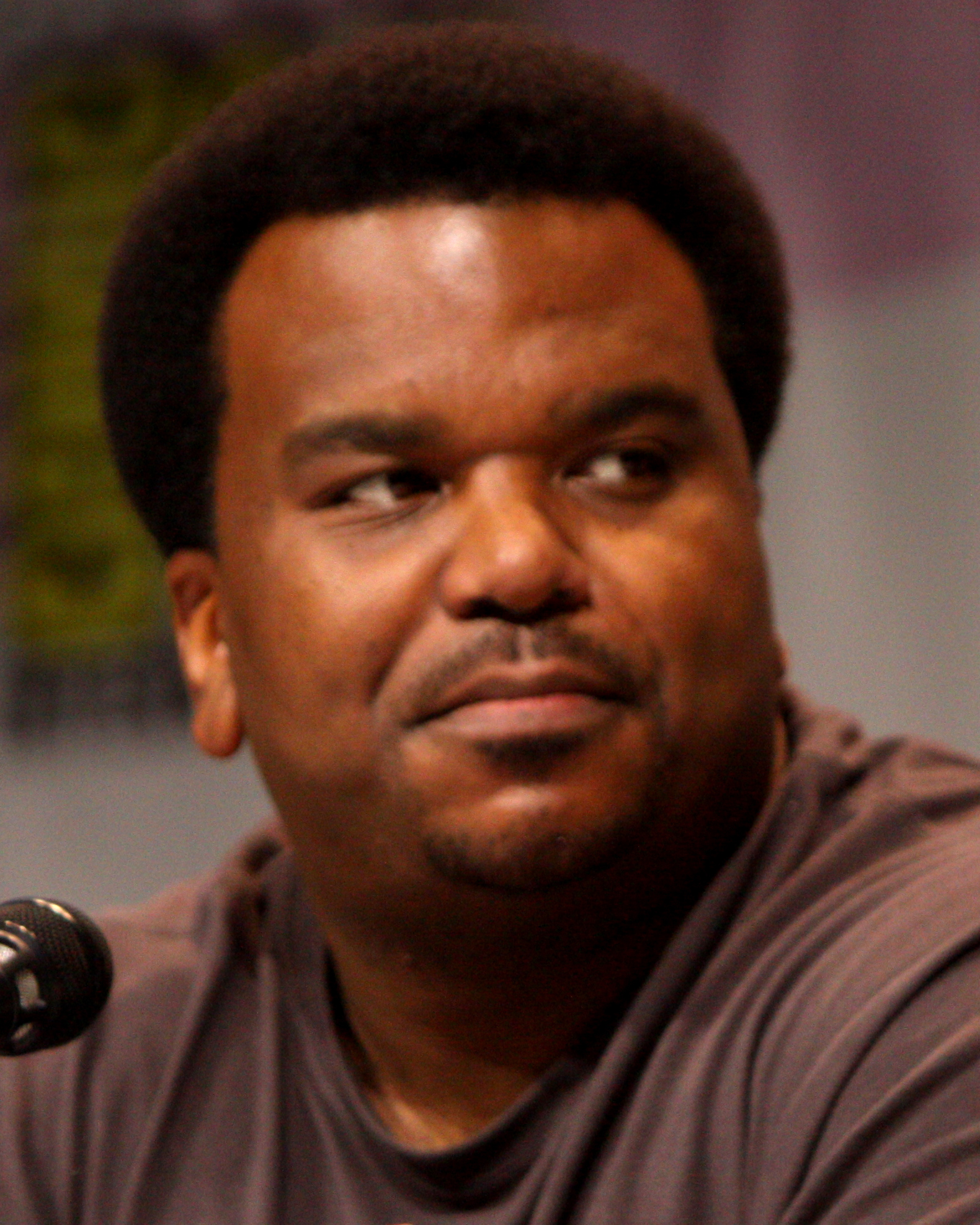
Craig Robinson
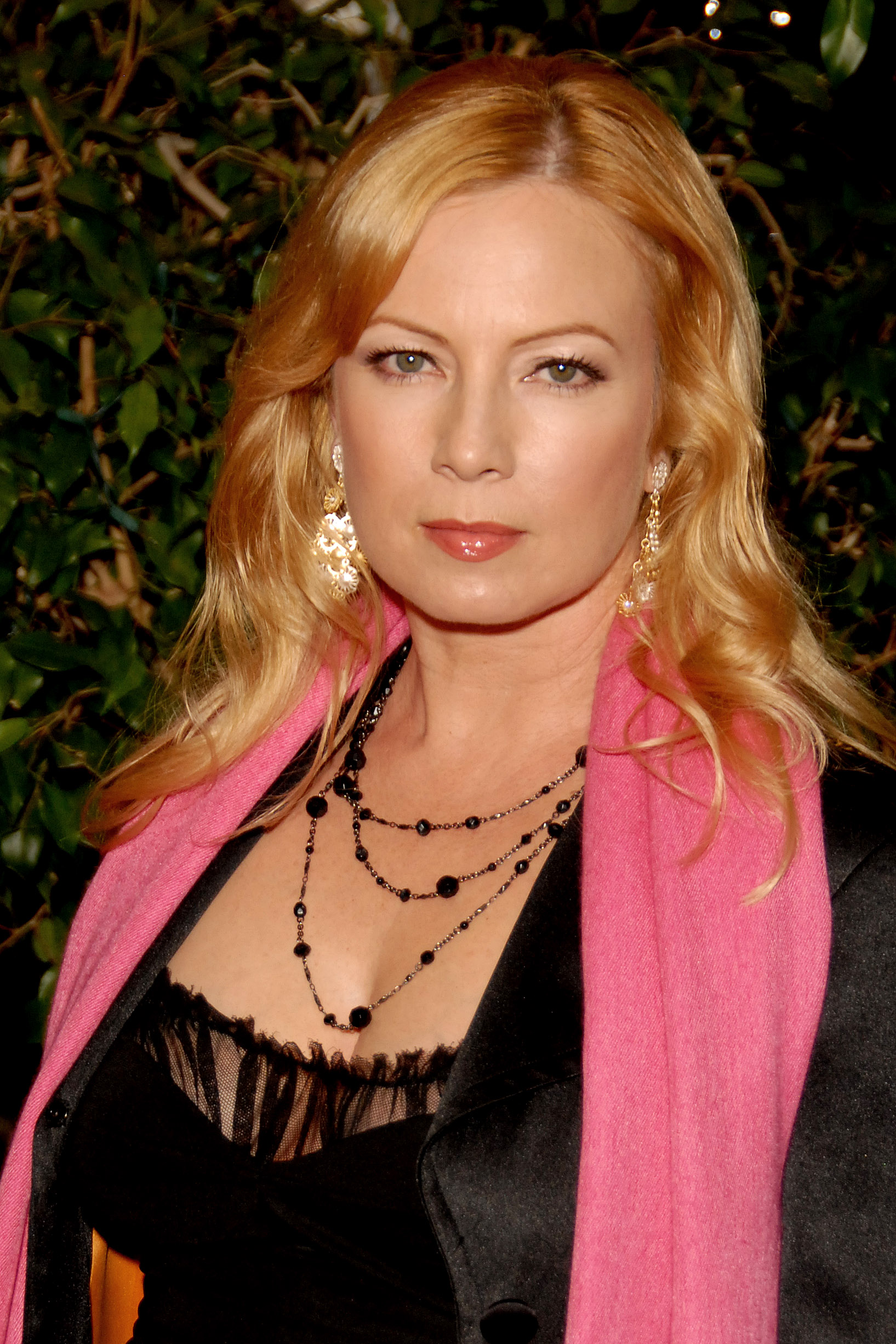
Traci Lords

Die zunächst als Hauptdarstellerin vorgesehene Rosario Dawson sagte ihre Teilnahme ab. Der Film wurde in Pittsburgh und Umgebung gedreht und spielt auch dort. Die Produktionskosten wurden auf 25 Millionen US-Dollar geschätzt. Die Weltpremiere fand am 7. September 2008 auf dem Toronto International Film Festival statt. Am 31. Oktober 2008 ging der Film in den Kinos der USA an den Start. Er erhielt dort zuerst die Altersfreigabe der Motion Picture Association of America NC-17, die jedoch später auf R gelockert wurde, was Jugendlichen unter 17 Jahren den Kinobesuch erlaubt, wenn sie von einem Elternteil begleitet werden.
In Thailand wurde der Film aus Angst vor Nachahmern verboten.
Vom US-Konzern Wal-Mart wird der Film unter dem Titel Zack and Miri verkauft, um das Wort Porno zu vermeiden.
In Philadelphia durften keine Werbeplakate für den Film aufgehängt werden, da nach Meinung der Verantwortlichen das Wort Porno Minderjährige zutiefst verstören könne.
Der Plot des Films erinnert an die Handlung des Buches Once more with feeling (2002), in dem Victoria Coren und ihr Co-Autor und platonischer Freund Charlie Skelton beschreiben, wie sie gemeinsam einen Porno realisierten.

## Veröffentlichungen
Der Film wurde 2008 in Großbritannien auf DVD und Blu-ray mit 98 bzw. 102 Minuten Laufzeit veröffentlicht. In den USA erschienen im selben Jahr eine DVD mit Regionalcode 1 und eine regionalcodefreie Blu-ray mit jeweils 101 Minuten Länge.